# Мајк Кахил (режисер)
Мајк Кахил (енгл. Mike Cahill; Њу Хејвен, Конектикат, 5. јул 1979) јесте амерички режисер, продуцент и сценариста.
Мајк Кахил је рођен 5. јула у Њу Хејвену, америчкој држави Конектикат. Дипломирао је економију на Универзитету Џорџтаун 2001. године. Показивао је интересовање за филм и режију још одмалена, добивши признања за документарац о Гоу-Гоу музици у седаманестој години. Током студирања је стажирао за Националну географију (енгл. National Geographic Television and Film) и убрзо је постао њихов најмлађи продуцент, монтажер и кинематограф. Из тог периода је његов документарац Боксери и Балерине (енг. Boxers and Ballerinas (2004)) о америчко-кубанском конфликту. У Лос Анђелесу је био монтажер за документарце о Леонарду Коену (енг. Leonard Cohen: I'm Your Man ) 2005. и групи Полис (енгл. Everyone Stares) 2006. године приказиване на Санденс фестивалу.
Кахил је постао познат филмом Друга земља из 2011. године, који је режирао и написао у коауторству са глумицом Брит Марлинг, блиском пријатељицом и сарадницом још од година студирања. Друга земља је освојила награду Алфред П. Слоан за играни филм који за тему има науку или технологију на фестивалу Санденс 2011. године, добивши велика признања и добре критике. Филм је изабран од Фокс компаније (енг. Fox Searchlight Pictures) за дистрибуцију која је за то право платила између 1,5 и 2 милиона долара. 
Кахилов други филм Порекло очију (енг. I, Origins) такође је освојио награду Алфред П. Слоан на фестивалу Санденс 2014. године, чиме је Кахил постао први редитељ и сценариста који је ту награду освојио два пута. Филм је такође дистрибуиран од једне од Фокс компанија.

## Филмографија
| Година | Филм                                | Изворни назив | Потписан као | Потписан као | Потписан као | Потписан као    | Награде |  |
| Година | Филм                                | Изворни назив | Режисер      | Продуцент    | Сценариста   | Филмски уредник | Награде |  |
| ------ | ----------------------------------- | ------------- | ------------ | ------------ | ------------ | --------------- | --- |  |
| 2005.  | Боксери и Балерине                  |               | Да           |              | Да           |                 | Награда Best of the Fest на Breckenridge Festival of Film Награда за режију на Филмском фестивалу у Сан Хосеу |  |
| 2005.  | Леонард Кеон: Ваш сам човек         |               |              |              |              | Да              | |  |
| 2005.  | Сви гледају: Полис, уздуж и попреко |               |              |              |              | Да              | |  |
| 2011.  | Друга земља                         |               | Да           | Да           | Да           | Да              | Награда Алфред П. Слоан на Филмском фестивалу Санденс Специјална награда жирија на Филмском фестивалу Санденс Награда Топ 10 независних филмова National Board of Review Награда Млађег жирија - Посебна помена на Локарно интернационалном фестивалу Награда Најбоља слика од Удружења филмских критичара Џорџије Награда Најбоља музика на Golden Trailer Awards |  |
| 2014.  | Порекло очију                       |               | Да           | Да           | Да           | Да              | Награда Алфред П. Слоан на Филмском фестивалу Санденс Награда најбољи филм на Филмском фестивалу у Ситгету (Каталонија) |  |